# コニー・360

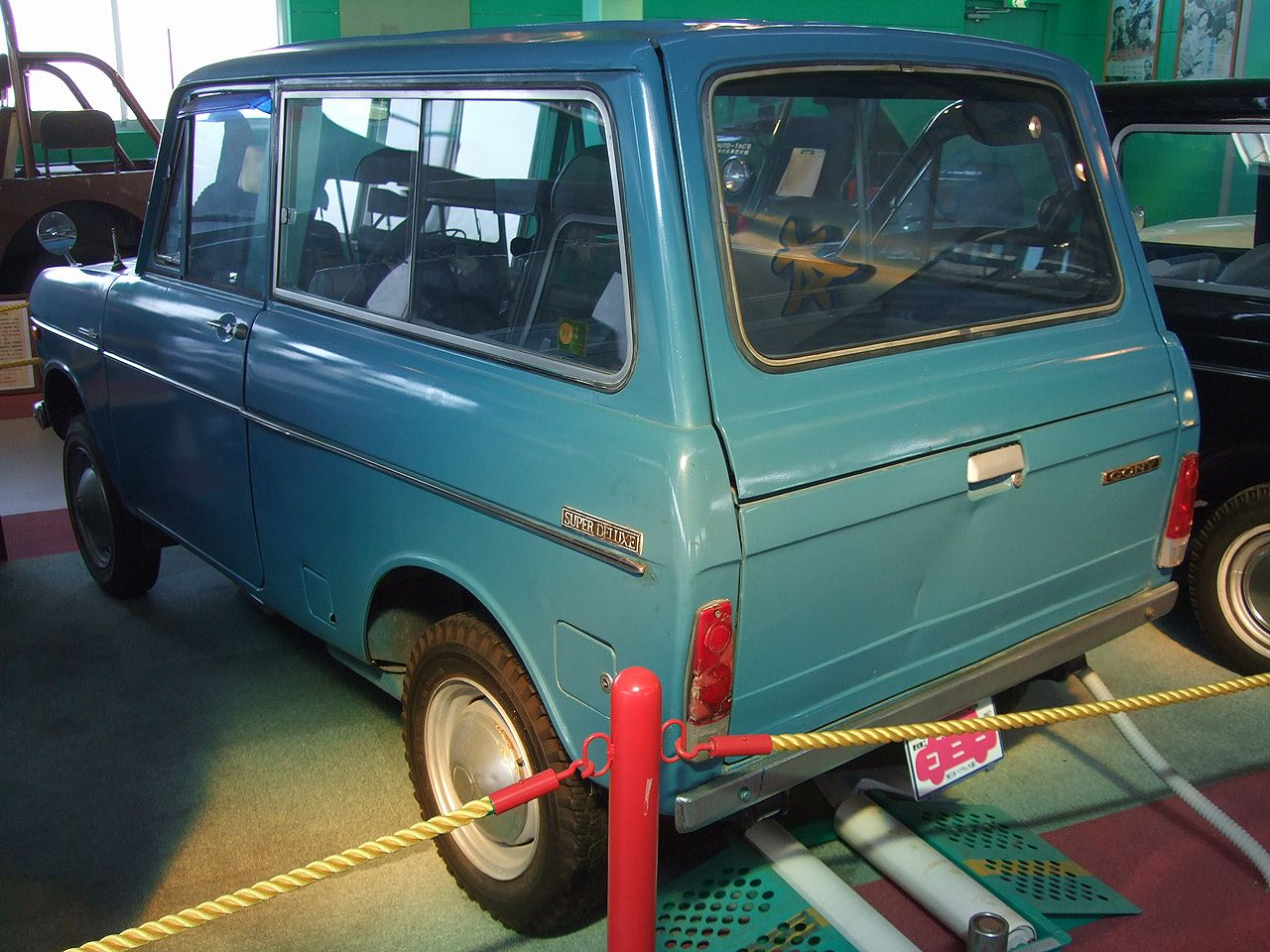
コニー360ライトバン後部

コニー・360（Cony 360 ）は、日産自動車系列の自動車部品メーカー・愛知機械工業が、1962年から1970年まで製造販売していた軽商用車（ライトバン及びピックアップトラック）である。形式名はAF7型。1959年から生産されていたヂャイアント・コニー360AF3型のモデルチェンジ版であるが、愛知機械工業が長年オート三輪に用いていた「ヂャイアント」の名称が外され、軽自動車に用いられていた商品名「コニー」がブランド名として以後各車に用いられることになった。

## 概要
1962年7月にトラックAF7型が、同年11月にライトバンのAF7V型が発売された。ボディデザインは一新され、当時流行のフラットデッキスタイルを早くも取り入れ、居住性も改善された。また、ヂャイアント・コニー360に用いられていた、オート三輪のものをベースにしたAE57型水平対向2気筒強制空冷エンジンに代わり、同じ構造ながらボア64mm、ストローク55mmのショートストロークのAE58型に変更された。このエンジンは軽量化と性能向上を狙って開発されたもので、最高出力はAF3型の16馬力から18.5馬力に、1967年以降は20.6馬力となった。
ヂャイアント・コニー360以来の特徴であったアンダーフロアエンジン（ミッドシップ）というレイアウトはそのまま継承され、エンジンを縦置きにし全高を極力低くして居住性と積載性を向上させるため、潤滑には当時レーシングカー等にしか用いられなかったオイルタンク別体式のドライサンプが採用され、オイルパンを持たなかった。また、ステアリングギア形式も欧州の最新鋭車並のラック・アンド・ピニオンが用いられるなど、最高速度80km/h弱という動力性能の割には高度な機構を用いていた。

## 歴史
1963年2月、装備を乗用車並みとした「バン・デラックス」が追加される。
発売後約3年を経た1965年（昭和40年）11月にマイナーチェンジが行われ、フラットデッキスタイルのフロント部分がより一般的な形に改められた。1967年（昭和42年）7月には副変速機「ハイパワードライブ」付きが追加され、翌1968年（昭和43年）には全車のギアボックスがフルシンクロ4速となった。
しかし、軽四輪分野では新興企業だったホンダが1967年、N360の商業車版である「LN360」（ライトバン）と「TN360」（キャブオーバートラック。現・アクティ）を市場に投入したことで、軽商用車市場は一転して激しい競争となる。先行していたスズキやダイハツ工業も、シェアを守るべく新モデルや性能をアップしたモデルを相次いで登場させた。このため、デビュー以来5年を経て、高速性能で見劣りするコニーの販売は1968年以降、低下傾向が顕著となってきた。

愛知機械は1965年（昭和40年）3月、日産自動車と業務提携し、翌1966年（昭和41年）からサニー用A型エンジンとトランスミッションの生産を開始した。この影響もありモデルチェンジや価格競争への参入には消極的で、利益維持を優先し、1970年（昭和45年）1月限りで生産を中止（在庫処分のため同年3月販売終了）して翌月からはより大排気量の登録車であるダットサン・サニートラックにラインを切り替えた。AF7型の生産台数は143,845台であった。

なお、愛知機械はその後、サニートラックよりも大型のチェリーキャブと後継車のバネットを1993年（平成5年）まで、さらにバネットをベースにしたワンボックス型ミニバンセレナを2001年（平成13年）まで生産した。現在は完成車製造から撤退し、エンジンやトランスミッションといった部品の製造に専念している。
一部は米国統治下の沖縄やフィリピンに輸出され、台湾では親会社の日産自動車の提携先、裕隆汽車でノックダウン生産も行われた。アメリカ本土にも少数ながら輸出され、配達用や構内作業車として用いられた。

既に販売店は1969年（昭和44年）2月以来、「日産コニー○○販売」に社名変更し、サニーやキャブスター（現・アトラス）を併売するようになっていたが、再度「日産チェリー○○販売」へと改組され、日産初の前輪駆動車となるチェリーの販売を行った。